# Real Posada
La Real Posada o Real Casa de Postas es un edificio del siglo XVIII de la localidad de La Carlota (provincia de Córdoba, España) que sirvió en su creación como establecimiento de hospedaje. Posee un notable valor arquitectónico y etnológico y constituye un valioso ejemplo dentro de la tipología de edificios destinados al hospedaje. Destaca como construcción singular dentro de la trama urbana y el caserío uniforme de la localidad, propio de las Nuevas Poblaciones. Fue declarado Bien de Interés Cultural en 2001.

## La Carlota
En 1767, durante el reinado de Carlos III, siguiendo los dictados de modernización y renovación propios de la Ilustración, se fundaron en Andalucía las denominadas Nuevas Poblaciones de Andalucía y Sierra Morena, entre las que se encontraba La Carlota, con el objetivo de colonizar territorios hasta entonces despoblados, potenciar la explotación agraria y proteger la ruta de transporte comercial entre Madrid y Cádiz.

## Descripción e historia
El edificio de la Real Posada fue concebido para el servicio de viajeros, comerciantes y los animales necesarios para la carga y transporte de mercancías. En consecuencia, es una construcción de gran amplitud, racionalmente organizada y funcional aunque con prestancia y calidad de ejecución como requería una fundación real en uno de los núcleos de nueva población que pretendía ser modelo para la creación de una sociedad agraria generadora de renovación y avance económico.
La Real Posada, al igual que los restantes edificios públicos coloniales de La Carlota, fue construida por la Real Hacienda y, por tanto, era propiedad del Estado. En 1835, cuando se produjo la supresión definitiva del régimen foral en las Nuevas Poblaciones, el gobierno liberal se negó a incluirlo entre los escasos bienes que cedió como propios al Ayuntamiento de La Carlota, encargándose directamente de su gestión. Puesta en marcha la desamortización de Madoz, el inmueble fue incluido como bien desamortizable en 1855.
Tras dos subastas fallidas, fue privatizado y vendido a Manuel Bernier en 1881. Hace unos años el Ayuntamiento de La Carlota adquirió la Real Posada y Fonda (es decir, el ala izquierda). El ayuntamiento puso en marcha su restauración, en distintas fases, con objeto de destinarlo a ser sede, entre otros, de la Biblioteca Pública Municipal, de la Casa de la Cultura, de la Oficina Municipal de Turismo y de escuela de adultos.
En el edificio se adoptaron soluciones compositivas neoclásicas en conjunción con elementos de tradición barroca. Se erigió en dos fases constructivas. El ala izquierda, desde la portada de la fachada principal, destinada a fonda se concluyó en 1769; a finales del siglo XVIII se sumó el ala derecha destinada a estabulación y almacenaje. Ambas zonas se fusionan y armonizan, a pesar de su distinta distribución interior y las variantes formales del exterior, conformando un gran conjunto de planta rectangular, originariamente exento.

### Exterior
Exteriormente se nos ofrece una fábrica de ladrillo visto, de dos plantas de altura, con vanos rectangulares en la baja, balcones con arcos en la alta y cornisa con apoyo de ménsulas bajo el tejado. En el centro de la fachada principal, la portada es un cuerpo de mayor elevación, que se abre, en la planta baja, por un gran arco carpanel con la rosca ligeramente rehundida flanqueado por pilastras con baquetones. Un entablamento con friso liso y cornisa con filete denticulado sirve de apoyo a la planta alta donde se sitúa un balcón. 
Traspasada la portada principal se abre un patio alargado que conecta con la portada trasera, ésta de sencillo arquitrabe de fábrica de ladrillo, con ventana superior originariamente abocinada y rematada en arco rebajado.

### Interior
Interiormente, en el ala izquierda se distinguen los espacios destinados a fonda, que se distribuyen en torno a un patio cuadrangular, de los destinados a estabulación y almacenamiento, con doble patio y una gran nave con un eje intermedio formado por una secuencia de arcos de medio punto que descansan sobre pilares. En el ala derecha, enmarcan un patio cuadrangular de grandes dimensiones, tres naves, todas ellas con ejes intermedios de arcos sobre pilares, que se disponen en paralelo a la fachada principal, lateral y trasera. Los cambios de uso han introducido modificaciones en la distribución interior.